# Civitella in Val di Chiana
Civitella in Val di Chiana ist eine italienische Gemeinde mit 8715 Einwohnern (Stand 31. Dezember 2023) in der Toskana und gehört zur Provinz Arezzo. Die Stadt ist Mitglied der Cittàslow, einer 1999 in Italien gegründeten Bewegung zur Entschleunigung und Erhöhung der Lebensqualität in Städten.

## Geografie

Lage von Civitella in Val di Chiana in der Provinz Arezzo

Der Ort erstreckt sich über rund 100 km². Er liegt etwa 15 km südwestlich der Provinzhauptstadt Arezzo und 65 km südöstlich der Regionalhauptstadt Florenz zwischen dem Ambra- und dem Chianatal. Der Ort liegt in der klimatischen Einordnung italienischer Gemeinden in der Zone E, 2 269 GG. An der nördlichen Gemeindegrenze liegt die Gemeinde am Arno (2 km), weitere wichtige Gewässer sind die Torrenti Leprone (8 von 17 km im Gemeindegebiet), Lota (4 von 11 km im Gemeindegebiet) und Trove (4 von 13 km im Gemeindegebiet).
Zu den Ortsteilen zählen Albergo (286 m, ca. 300 Einwohner), Badia al Pino (Rathaussitz, 280 m, ca. 1100 Einwohner), Ciggiano (359 m, ca. 500 Einwohner), Oliveto (370 m, ca. 30 Einwohner), Pieve al Toppo (248 m, ca. 1500 Einwohner), Pieve a Maiano (292 m, ca. 200 Einwohner), Tegoleto (265 m, ca. 1200 Einwohner), Tuori (333 m, ca. 140 Einwohner) und Viciomaggio (278 m, ca. 900 Einwohner). Der namensgebende Ort Civitella liegt bei 185 m und hat rund 1800 Einwohner.
Die Nachbargemeinden sind Arezzo, Bucine, Laterina Pergine Valdarno und Monte San Savino.

## Geschichte
Erste Siedlungen an dem Ort entstanden zur Zeit der Etrusker, ihnen folgten die Römer. Die Burg (Rocca) entstand in langobardischer Zeit. Nach dem Jahr 1000 ging das Gebiet als Lehnswesen an den Bischof von Arezzo. Nach dem Sieg der Guelfen in der Schlacht von Campaldino bei Poppi 1289 übernahm die Signoria aus Florenz die Herrschaft im Ort. Gleiches geschah 1338, als Arezzo seine Unabhängigkeit an Florenz verlor. Im Konflikt zwischen Siena und Florenz wurde der Ort 1554 von Piero Strozzi belagert, aber nicht eingenommen. Die heutige Gemeinde entstand 1774 im Zuge der Gebietsreform von Pietro Leopoldo.
Nach dem Kriegseintritt Italiens im Juni 1940 errichtete das faschistische Regime in Civitella della Chiana ein Internierungslager (campo di concentramento). Es befand sich in der Villa Oliveto, einem Landhaus in einem abgelegenen Ortsteil. Das Haus wies viele Mängel auf; fehlendes Wasser im Sommer, prekäre hygienische Verhältnisse, ungenügende medizinische Versorgung und Überbelegung, mangelhafte Ernährung und schließlich Wanzenbefall. Anfangs waren ausländische Juden aus Deutschland und Österreich, England und Indien dort untergebracht; im April 1941 kamen Jugoslawen hinzu, ein Jahr später anglo-libysche Juden.
Über die Schweizer Gesandtschaft in Rom intervenierten das Internationale Komitee vom Roten Kreuz (IKRK) und das britische Foreign Office mehrmals bei den italienischen Behörden, um eine Verbesserung der Internierungsbedingungen zu erreichen.
Im Februar 1944 wurden die anglo-libyschen Juden von einer SS-Abteilung abgeführt und im Mai 1944 über das Durchgangslager Fossoli nach Bergen-Belsen deportiert.
Am 29. Juni 1944 erschossen deutsche Soldaten der Division „Hermann Göring“ in dem Massaker von Civitella in Val di Chiana, Cornia und San Pancrazio 250 Zivilisten, darunter Frauen und Kinder. In Civitella wurden 212 Opfer gezählt, in den nahe gelegenen Ortschaften San Pancrazio und Cornia weitere 38. Dieser Terrorakt war eine Vergeltungsaktion für einen Partisanenanschlag auf vier Wehrmachts-Soldaten in einer Gastwirtschaft elf Tage zuvor in Montaltuzzo, bei der es nach einem Feuergefecht auf deutscher Seite drei Tote und einen Schwerverletzten gegeben hatte. Am 29. Juni 2014 erinnerte Bundesaußenminister Frank-Walter Steinmeier gemeinsam mit der italienischen Außenministerin Federica Mogherini durch den Besuch einer Gedenkstunde mit Kranzniederlegung in Civitella der Opfer des Massakers vor 70 Jahren. In seinen Gedenkworten zu Verantwortung, Verbrechen und Versöhnung sprach er auch Italienisch.

## Sehenswürdigkeiten

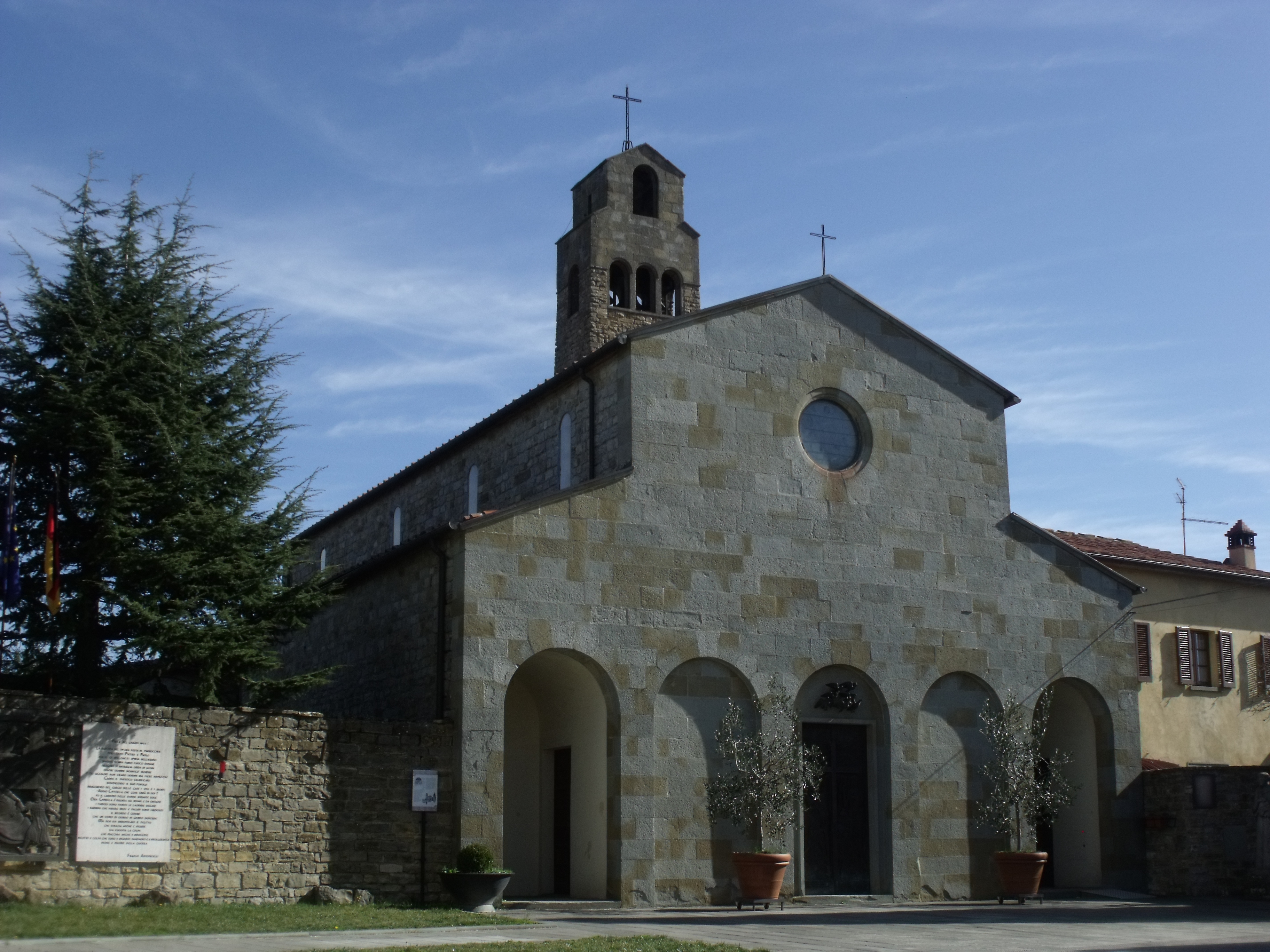
Die Kirche Santa Maria Assunta im Ortszentrum

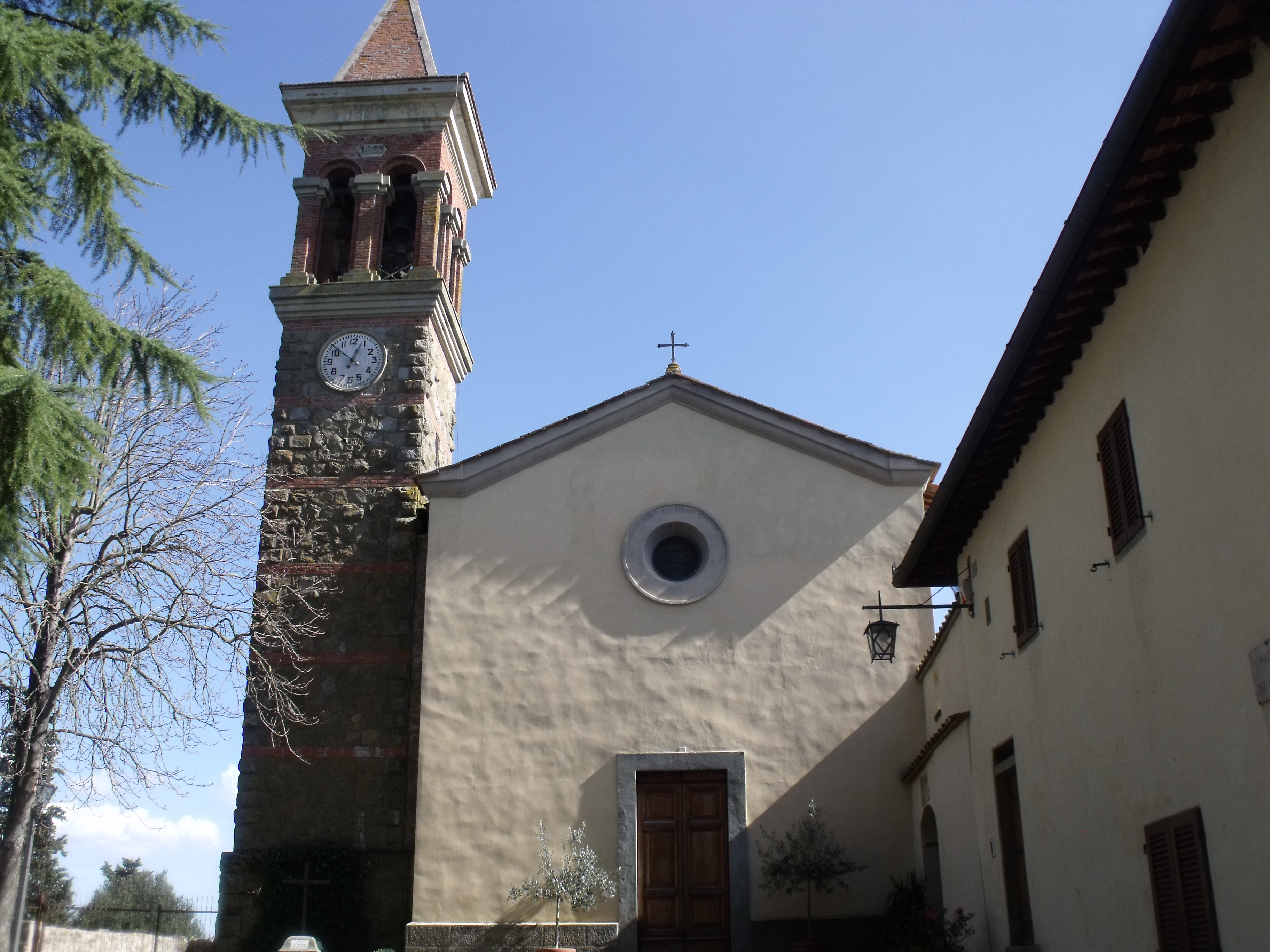
Die Kirche San Bartolomeo im Ortsteil Badia al Pino

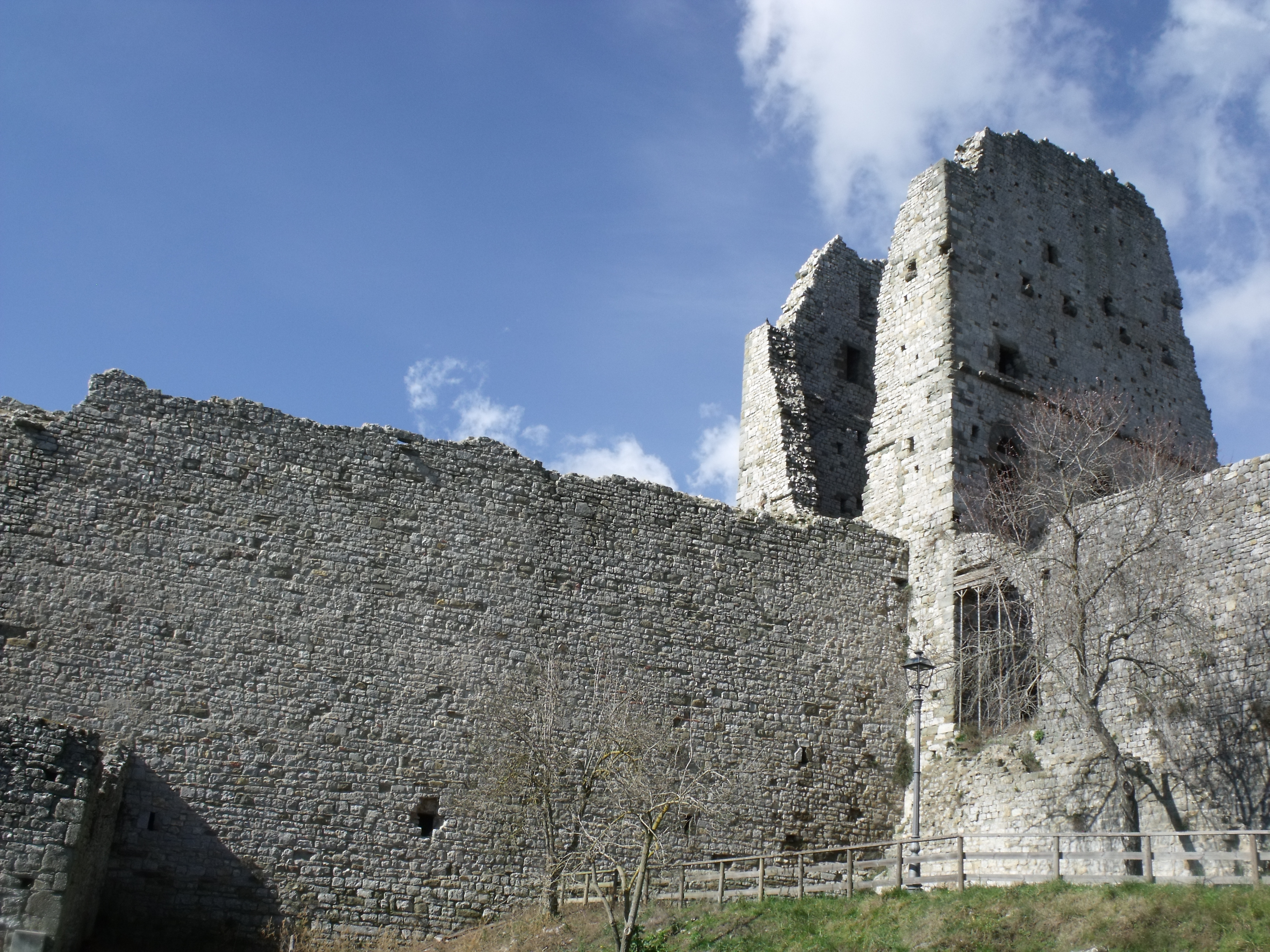
Die Burg Rocca di Civitella in Val di Chiana

- Chiesa di Santa Maria, Hauptkirche im Ortskern. Wurde bereits im 11. Jahrhundert erwähnt und 1765 restauriert. Erweiterungen fanden in den Jahren 1875 und 1934 statt. Erlitt 1944 nach Bombardierungen erhebliche Schäden. Enthält von Teofilo Torri das Werk Crocifissione tra i Santi Niccolò di Bari, Giovanni Battista, Caterina e Maria Maddalena (1602).[12]
- Porta Aretina, Stadttor aus dem 13. Jahrhundert, wurde im Zweiten Weltkrieg zerstört.[13]
- Porta Senese, Stadttor aus dem 13. Jahrhundert, heute noch vorhanden.[14]
- Chiesa di Sant’Andrea Apostolo, Kirche an der Straße von Civitella nach Oliveto.
- Chiesa dei SS. Giorgio e Lucia, Kirche im Ortsteil Tuori aus dem 13. Jahrhundert.[15]
- Chiesa di Santa Maria Assunta, auch Pieve a Maiano genannt. Wurde bereits um das Jahr 1000 erwähnt.[16]
- Badia al Pino, auch Chiesa di San Bartolomeo genannt, Kirche im befestigten Ortskern des Ortsteils Badia al Pino. Die Abtei wurde 1039 erstmals erwähnt und war bis 1446 aktiv. Die heutige Kirche wurde im 18. Jahrhundert restauriert und 1861 mit einem kleinen Campanile ausgestattet. Der heutige Campanile aus Stein entstammt dem Jahr 1928.[12]
- Oratorio della Madonna di Mercatale in der Località Mercatale nahe Badia al Pino. Entstand in den 1630er Jahren.[12]
- Pieve al Toppo, Pieve im gleichnamigen Ortsteil. Wurde 1500 zerstört und mit dem Oratorio della Madonna del Conforto ersetzt.[17]
- Villa Oliveto im Ortsteil Oliveto, historisches Haus und späteres Konzentrationslager, heute Centro di documentazione sui campi di concentramento („Dokumentationszentrum der Konzentrationslager“).

## Veranstaltungen
Das ganze Jahr über finden in der Burgruine Theateraufführungen und Ausstellungen statt, beginnend im Februar mit einem Amateur-Theaterwettbewerb und endend im November mit der Vorstellung des neuen Olivenöls.

## Verkehr
- Durch das Gemeindegebiet verläuft die Autostrada A1/E 35 von Mailand nach Neapel. Nächstgelegene Anschlussstelle ist Arezzo, sie liegt an der Gemeindegrenze zu Arezzo.

## Gemeindepartnerschaften
- Kämpfelbach, Deutschland[18]
- Ain Beda, Westsahara

## Söhne und Töchter der Gemeinde
- Luciano Giovannetti (1934–2024), italienischer Geistlicher und römisch-katholischer Bischof von Fiesole